# Boliscus
Genre
Synonymes
- Boliscodes Simon, 1909

Boliscus est un genre d'araignées aranéomorphes de la famille des Thomisidae.

## Distribution
Les espèces de ce genre se rencontrent en Asie du Sud-Est, en Asie de l'Est, au Sri Lanka et en Nouvelle-Calédonie.

## Liste des espèces
Selon World Spider Catalog (version 20.5, 17/08/2019) :
- Boliscus decipiens O. Pickard-Cambridge, 1899
- Boliscus duricorius (Simon, 1880)
- Boliscus tuberculatus (Simon, 1886)

## Publication originale
- Thorell, 1891 : Spindlar från Nikobarerna och andra delar af södra Asien. Kongliga Svenska Vetenskaps-Akademeins Handlingar, vol. 24, no 2, p. 1-149 (texte intégral).